# Olli Lehto
Olli Erkki Lehto, född 30 maj 1925 i Helsingfors, död där den 31 december 2020,  var en finländsk matematiker och universitetsman.
Lehto avlade filosofie doktorsexamen år 1949. Han arbetade 1947–1962 vid Finska kabelfabriken och var 1953–1956 Rolf Nevanlinnas assistent vid Finlands Akademi, 1956–1961 biträdande professor i matematik vid Helsingfors universitet samt professor 1961–1988; forskarprofessor vid Finlands Akademi 1970–1975.
Lehto var rektor för Helsingfors universitet 1983–1988 och universitetets kansler 1988–1993. Han har varit gästprofessor vid ett flertal utländska universitet och verkade 1983–1990 som generalsekreterare för den internationella matematikerunionen IMU. Han har publicerat undersökningar främst från funktionsteorins område, bland annat monografin Quasikonforme Abbildungen (jämte Kalle Virtanen) 1965.
Lehto erhöll akademikers titel 1975 och har utnämnts till hedersdoktor vid flera universitet bland annat vid Åbo Akademi 1993. Han kallades år 1968 till ledamot av Finska Vetenskaps-Societeten och var sedan 1988 dess hedersledamot.  Sedan 2001 var han hedersledamot av Finska Vetenskapsakademiemien.

### Uppslagsverk
- ”Lehto, Olli”. Biografiskt lexikon för Finland. Helsingfors: Svenska litteratursällskapet i Finland. 2008–2011. URN:NBN:fi:sls-5317-1416928957923
- Lehto, Olli i Uppslagsverket Finland (webbupplaga, 2012). CC-BY-SA 4.0